# Andrena kerriae
Andrena kerriae là một loài Hymenoptera trong họ Andrenidae. Loài này được Hirashima mô tả khoa học năm 1965.